# Rim Banna
Rim Banna (àrab: ريم بنا, Rīm Bannā; Natzaret, 8 de desembre de 1966-24 de març de 2018) va ser una cantant i compositora palestina. Era coneguda per les seves interpretacions modernes de cançons i poesies tradicionals palestines.
Tenia el sobrenom de «la veu de Palestina», i sovint apareixia amb vestits tradicionals brodats i amb una gorra, com a símbol de la independència palestina.

## Biografia
Va néixer a Natzaret, on es va graduar a l'Escola Baptista. Va viure a Natzaret amb els seus tres fills. Va conèixer el seu marit, el guitarrista ucraïnès Leonid Alexeyenko, mentre estudiaven música junts al Conservatori Superior de Música de Moscou; es van casar el 2001 i es van divorciar el 2010.
Rim Banna va morir de càncer el 24 de març de 2018 a Natzaret.

## Filosofia artística

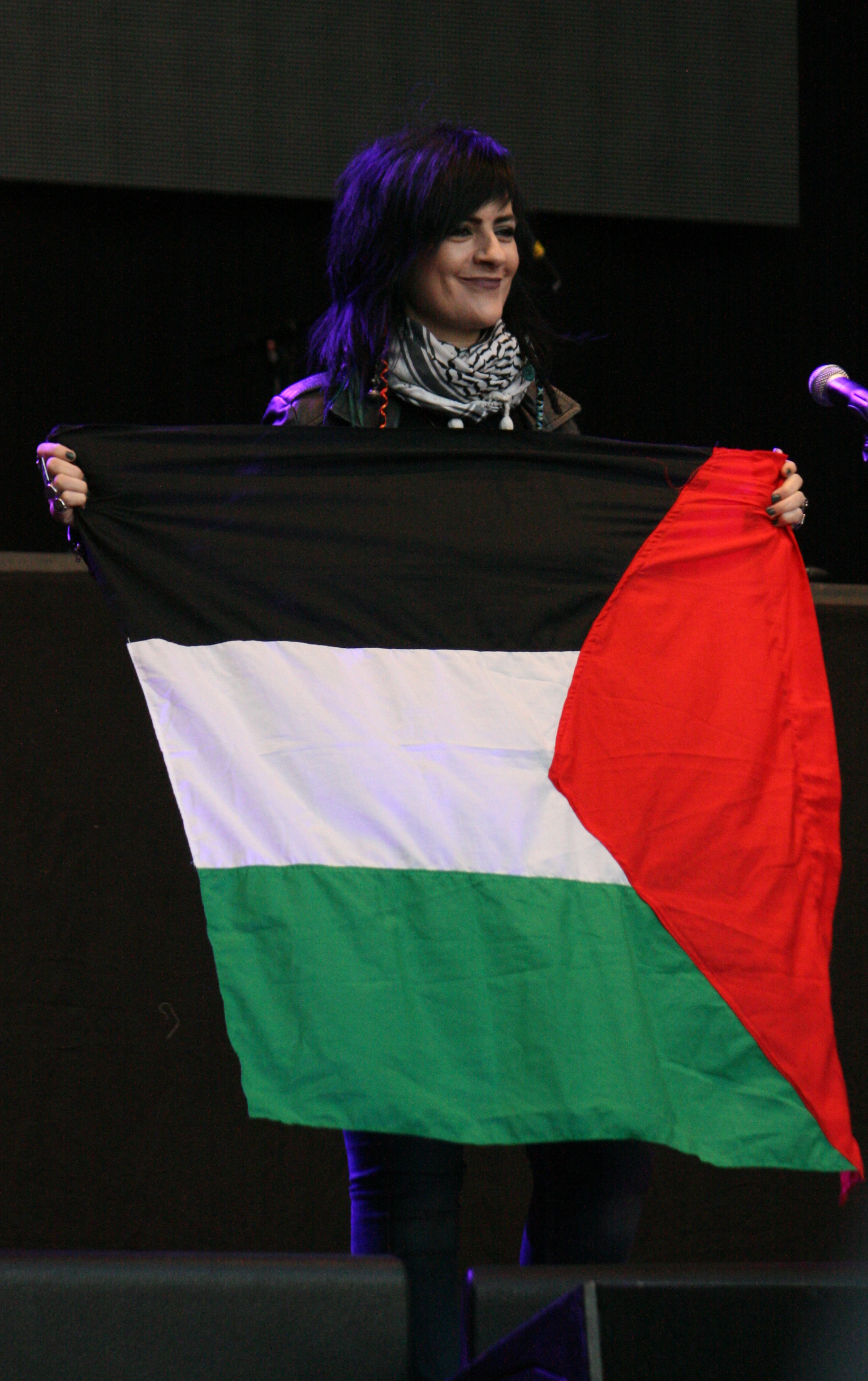
Rim Banna a Oslo el 2014.

Banna va aconseguir popularitat per primera vegada a principis dels anys 90, després d'enregistrar les seves pròpies versions de cançons tradicionals per a nens palestins que estaven a punt de ser oblidades. Es diu que moltes d'aquestes cançons i rimes cantades per famílies palestines de nou avui són gràcies al treball de Banna per preservar-les a través dels seus enregistraments.

Banna va compondre les seves pròpies cançons i va afegir melodia a la poesia palestina. El seu missatge es va centrar sovint en el patiment dels palestins, especialment els de Cisjordània. La seva música es descriu com a "encantadora, emocional, de vegades vora el kitsch". Ella descrivia la seva música com a un mitjà d'autoafirmació cultural:
Una part del nostre treball consisteix a recollir textos tradicionals palestins sense melodies. Perquè els textos no es perdin, intentem compondre'n melodies que siguin modernes, però inspirades en la música tradicional palestina.
D'aquesta manera, Banna va fer més que imitar les tècniques i representacions tradicionals de les peces que interpreta. Els combina amb estils de cant moderns perquè:
Les tècniques de cant oriental són sobretot ornamentals... Però la meva veu és més bidimensional, més gruixuda. Intento escriure cançons que s'adaptin a la meva veu. Vull crear alguna cosa nova en tots els aspectes. I això inclou apropar la gent d'altres llocs a la música i l'ànima dels palestins.

## Carrera
Va actuar en directe a Cisjordània i va arribar al públic a Gaza a través d'emissions web en directe. Va fer el seu primer concert a Síria el 8 de gener de 2009 i també va actuar a Tunísia el 25 de juliol de 2011. El seu primer concert a Beirut va tenir lloc el 22 de març de 2012.
Bana va començar a produir música destinada a un públic occidental a partir de l'any 2003, quan va ser convidada pel productor musical noruec Erik Hilstad per participar en l'enregistrament del disc Lullabies from the Axis of Evil, en el qual va cantar a duet amb el la cantant noruega Kari Brams. Les dues també van aparèixer juntes en un concert conjunt a Oslo després de l'enregistrament de l'àlbum.
El seu àlbum de 2006, This Was Not My Story, va encapçalar les llistes de música mundials europees.

## Discografia
- Jafra (1985)
- Your tears Mother (1986)
- The Dream (1993)
- New Moon (1995)
- Mukaghat (1996)
- Al Quds Everlasting (2002)
- Krybberom (2003) Rim Banna & SKRUK (2003, Kirkelig Kulturverksted)
- Lullabies from the Axis of Evil (2003, Kirkelig Kulturverksted) amb vàries artistes femenines
- The Mirrors of My Soul (2005, Kirkelig Kulturverksted)[11]
- This was not my story (2006) Rim Banna i Henrik Koitz
- Seasons of violet (2007, Kirkelig Kulturverksted)
- Songs across Walls of Separation (2008 Kirkelig Kulturverksted) amb varis artistes del Pròxim Orient, l'Àfrica, Centre-Amèrica, Nord-amèrica i Europa)
- April Blossoms (2009, Kirkelig Kulturverksted) un àlbum per a nens, estava dedicat als nens màrtirs de Gaza
- A Time to cry (2010, Kirkelig Kulturverksted) amb 3 cantants palestins
- "Tomorrow" (Bokra) 2011
- Revelation of Ecstasy and Rebellion (2013, Kirkelig Kulturverksted) produït per Bugge Wesseltoft
- Songs from a Stolen Spring (2014, Kirkelig Kulturverksted) amb varis artistes